# 田畈街镇
田畈街镇，是中华人民共和国江西省上饶市鄱阳县下辖的一个乡镇级行政单位。

## 行政区划
田畈街镇下辖以下地区：
田畈社区、田畈村、九湾村、新曹村、新畈村、牌楼村、高家村、韶田村、徐塘村、港北村、发扬村、滩口村、松林村、小港村、何彭村、玉田村、叶门村、吴家村、大王山分场村、牌楼下村、新联村、永滩村、王畈村、马头村、碧山村、东湖村、桃溪村、长方村、后屋村、金竹村、林业分场生活区和虎峰山林场生活区。

## 交通
- 351国道过境。